# Jóhann Hjartarson
Jóhann Hjartarson (* 8. Februar 1963 in Reykjavík) ist ein isländischer Schachspieler.

## Werdegang
Hjartarson wurde 1980, 1984, 1994, 1995, 1997 und 2016 isländischer Meister. Der Weltschachbund FIDE ernannte ihn 1984 zum internationalen Meister und 1985 zum Großmeister. Im Jahre 1987 gewann er zusammen mit Salow das Interzonenturnier von Szirák und wurde damit zum Weltmeisterschaftskandidaten. Dort besiegte er im Achtelfinale Viktor Kortschnoi knapp nach Entscheid durch Schnellpartien mit 4,5 zu 3,5. Im Viertelfinale musste er sich jedoch Anatoli Karpow mit 1,5 zu 3,5 geschlagen geben.
Außerdem erreichte er weitere wichtige Erfolge in einer Reihe von internationalen Turnieren. 1984 gewann er in Reykjavík.
Im Jahre 1985 siegte Hjartarson in Gjøvik. 1986 belegte er den zweiten Platz in Reykjavík. 1988 gewann er in München vor Robert Hübner. Er wurde in Tilburg Dritter. 1992 gewann er nochmals das Turnier von Reykjavík.
Beim FIDE-WM-Turnier von Groningen 1997 nach K.-o.-System besiegte er in der 1. Runde GM Šarūnas Šulskis, unterlag jedoch in der 2. Runde GM Aljaksej Aljaksandrau. Im gleichen Jahr gewann er die Nordische Meisterschaft, die er 2017 in Växjö erneut für sich entschied. Hjartarson ist auch Autor mehrerer Turnierbücher.
Einen kuriosen Rekord bildet seine Partie gegen IM Jón Vidarsson 1994, in der nach dem ersten Zug 1. e2–e4 e7–e5 diese Bauern noch auf den gleichen Feldern standen, als die Partie im 180. Zug mit Remis endete.
Seine beste Elo-Zahl von 2640 erreichte er im Juli 2003. Er war bis 2015 der beste isländische Schachspieler, ist jedoch nur noch selten aktiv und widmet sich hauptsächlich seinem Beruf als Jurist.
Hjartarson gehörte neben Ivan Sokolov zum Team des 2010 als ECU-Präsidenten kandidierenden Robert K. von Weizsäcker.

## Mannschaftsschach
Zwischen 1980 und 2006 vertrat er insgesamt 10-mal sein Heimatland bei Schacholympiaden, außerdem nahm er an der Mannschaftsweltmeisterschaft 1993 in Luzern und der Mannschaftseuropameisterschaft 1992 in Debrecen teil, bei der er am Spitzenbrett das zweitbeste Einzelergebnis erreichte. Bei der Mannschafts-EM 2015 in Reykjavík spielte er für Islands zweite Mannschaft.
Hjartarson spielte in der deutschen Schachbundesliga von 1989 bis 1995 für den FC Bayern München, mit dem er 1990, 1991, 1992, 1993 und 1995 Meister wurde, und in der Saison 2003/04 für die Bremer Schachgesellschaft von 1877.